# José María Urrutia Ibáñez
José María Urrutia Ibáñez; (Santiago, 1790 - 1854). Hijo de don José Francisco de Urrutia y Mendiburu y doña  María Luisa Ibáñez del Manzano y Guzmán Peralta. Contrajo matrimonio con María de las Nieves Palacios y Pozo, con quien fue padre de dos hijos.
Por influencia materna, desarrolló la carrera militar del lado patriota, llegando a ser capitán del Regimiento de Concepción (1813), más tarde, con el retorno del exilio en Mendoza, fue ascendido a Coronel (1817).
Miembro del movimiento pipiolo. Electo Senador representante del Ejército (1825-1826) para el Senado Conservador. Luego, fue nuevamente Senador, esta vez representando a la provincia de Valdivia (1827-1828). 
En las elecciones de 1829 fue elegido Diputado suplente por Parral, pero nunca llegó a incorporarse. En 1830 fue Presidente de la Asamblea Provincial del Maule. Defensor de la causa liberal durante la guerra civil en la que vencieron los pelucones. Tras la derrota en Ochagavía se retiró a vivir a su hacienda en Talca.
En 1851 participó como instigador en la revolución liberal contra la asunción de Manuel Montt al poder. Tras la persecución que sufrieron los actores de dicho movimiento, Urrutia salió ileso, ya que nunca participó de las acciones bélicas.